# Le Furet (bande dessinée)
Le Furet est une série historique dessinée par Eduardo Coelho, qui signe Martin Sièvre, et scénarisée par Jean Ollivier, parue dans Pif gadget entre 1975 et 1976. C'est une série médiévale qui succède dans le journal à Robin des Bois, réalisé par le même duo d'auteurs.

## Publication
La série Le Furet est publiée dans Pif gadget pour la première fois dans le n°319 du 7 avril 1975. Elle s'inscrit dans ce qui est appelé « Le grand virage » pris par le magazine au début de l'année 1975, avec un changement de formule de Pif gadget et l'arrivée de nouvelles séries dont Le Furet fait partie. Néanmoins, la série ne bénéficie d'aucune publicité ou d'annonce de publication dans la revue. Le nom de la nouvelle série, illustré d'un dessin, apparaît uniquement à l'occasion du « référendum », une rubrique appelée Bulletin de vote, qui permet aux lecteurs de choisir les séries qu'ils veulent lire dans le journal la semaine suivante. Le Furet fait partie de la catégorie « Histoire et légendes » où il remplace la série Robin des Bois, des mêmes auteurs, à partir du Pif gadget n°317. À la suite de la publication du premier épisode, c'est dans cette même rubrique que le journal présente succinctement la nouvelle série.
La série, au début de sa publication, est en « concurrence » dans sa catégorie avec les séries Fanfan la Tulipe, Lucien des Bois, Corsaire Julien et parfois Loup Noir ou Univerzoo.
Comme toutes les séries de la revue, elle est construite en récits complets, de douze planches. Initialement publiée en noir et blanc, la série passe en couleurs, comme l'ensemble de Pif gadget à partir du 7e épisode Le Voleur de couronne. À la suite du deuxième changement de formule du magazine en septembre 1975, et l'arrivée de nouvelles séries, Le Furet ne parvient pas à s'installer dans l'hebdomadaire et ne connaît finalement que treize épisodes ; la série s'arrêtant en août 1976. Ce fut un regret pour le créateur du Furet Jean Ollivier, scénariste de multiples séries, mais attachée à celle-ci :

« Certaines séries n'obtenaient pas le succès escompté. J'ai regretté "Le Furet", j'aimais bien ce personnage. Et puis il faut dire qu'à cette époque-là, la vie de la rédaction était troublée, il était difficile d'avoir une certaine continuité dans les projets. »

## Contexte historique
Les aventures du Furet se déroulent à la fin du Moyen Âge, le premier récit cite la date de 1460, on voit mentionner dans la suite des aventures l'année 1461. Le cadre de l'action est un royaume de France pacifié avec la fin de la guerre de Cent Ans. Les premiers épisodes se situent à la fin du règne de Charles VII, dont le Furet est un opposant, avant de devenir un agent de son successeur, Louis XI.

## Lieux de l'action

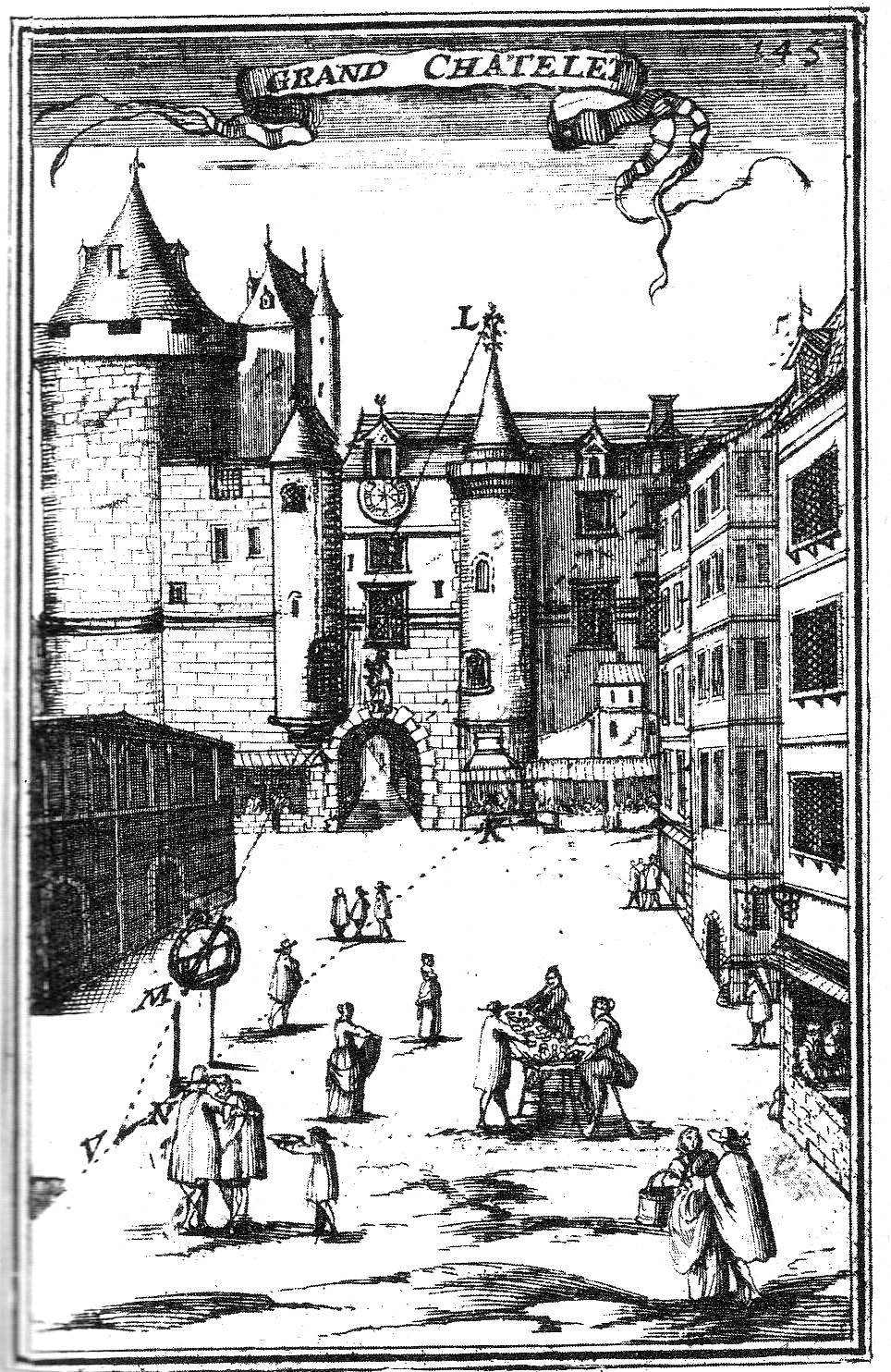
Le Grand Châtelet de Paris. Le Jongleur y sera libéré par le Furet.

Les aventures du Furet se déroulent surtout dans le royaume de France et en Italie.
Les lieux du récit sont nommés à chaque fois précisément, avec un rayon d'action limité à chaque épisode au vu de la pagination. On retrouve le Furet et ses compagnons le plus souvent à Paris, à la cour des Miracles près de la rue Montorgueil, lieu qui peut démarrer ou conclure l'action. Paris se dévoile aussi sous d'autres lieux : le Palais-Royal, le Grand Châtelet, Notre-Dame, l'hôtel des Tournelles, le cimetière des Innocents, le bois de Vincennes.
On suit le Furet également dans le royaume de France et dans ses fiefs : en forêt de Cîteaux, à Dijon, à Beaune, à Orléans, à Meung-sur-Loire, au château de Plessis-lèz-Tours à La Riche, à Saint-Malo, à Honfleur.
Le Furet va plusieurs fois en Italie : à Gênes, à Florence, à Venise, à Mantoue, à Milan. Nous le suivons également ailleurs en Europe : au château de Genappe, à Londres, à Cologne ; sans oublier ses aventures maritimes en Adriatique ou dans la Manche.

## Personnages

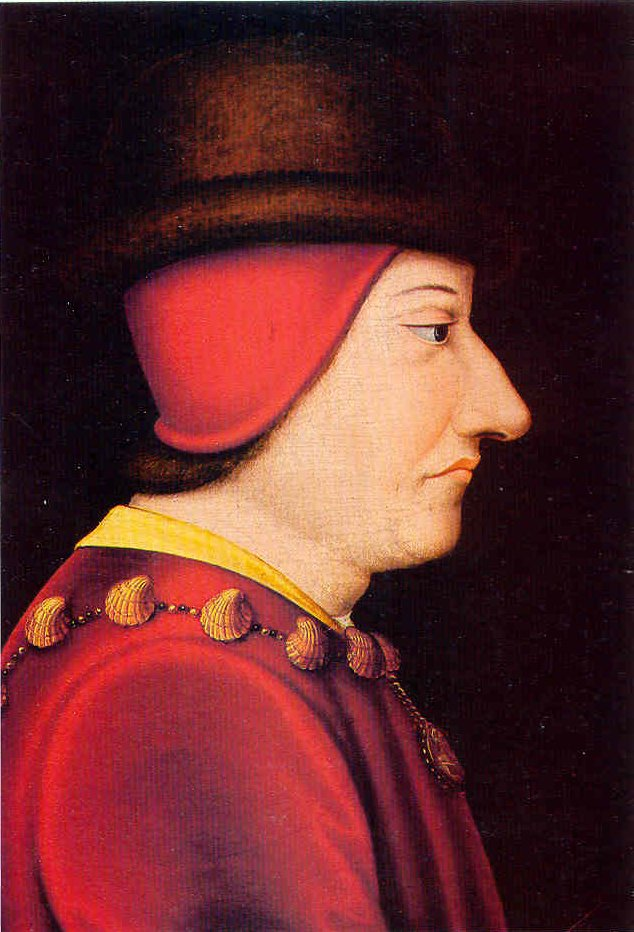
Le Furet est un espion de Louis XI.

Furet est un orphelin recueilli sur le Pont Neuf à Paris par les gueux de la cour des Miracles. Il est initié très tôt à la gymnastique, domaine dans lequel il excelle, ce qui lui permet de se glisser n'importe où et qui lui donne son surnom. Il est espion du roi de France Louis XI et travaille également pour la république de Gênes, mais le fait rarement pour de l'argent. En effet, il négocie souvent la libération de ses amis de la cour des Miracles en échange de ses services. Joueur de luth, il se mue en troubadour pour les besoins de sa couverture, chantant les poètes Rutebeuf, Charles d'Orléans ou des chansons traditionnelles comme « Aux marches du palais ». Cultivé, il cite Dante en italien, et il compte également le poète François Villon parmi ses amis.
Bourrache, que Furet désigne comme son plus-que-père, est un gueux de la cour des Miracles qui l'a recueilli enfant. Il lui a appris le maniement du bâton et le combat au corps à corps. Ce montreur d'ours l'accompagne souvent au cours de ses aventures, n'hésitant pas à user de sa force physique.
Babette est le seul personnage féminin de la série, elle reste relativement effacée. Elle apparaît généralement à la cour des Miracles ou sur la place de Notre-Dame, accompagnée de sa chèvre, au début et à la conclusion de l'histoire mais n'y participant pas. Douce et inquiète, elle semble aimer Furet.
Le Jongleur est le second père du Furet, qui le recueillit avec Bourrache. Il enseigne au Furet les arts gymniques. Personnage important de la cour des Miracles, il devient le roi des gueux à la place du corrompu Scaramouche, à l'issue du premier épisode. Capturé par le prévôt de Paris et condamné à mort, il est délivré par les gueux, avec l'aide du Furet, sur la route du gibet de Montfaucon.
Le roi Louis XI est un personnage récurrent de la série. Il est encore dauphin de France au début de la série, puis en devenant roi de France, il devient employeur des talents du Furet, dont il reconnaît la valeur. Furet lui avait sauvé la vie, alors qu'il n'était encore que dauphin, et Louis signe, en devenant roi, la Charte des Gueux, les autorisant à vivre à la cour des Miracles. Il est souvent accompagné de son conseiller, Olivier le Diable.
Olivier Le Daim, surnommé Olivier le Diable dans la série, est conseiller principal de Louis XI. Il n'a pas la même confiance que le roi vis-à-vis du Furet. Il se méfie du Furet et ne tolère pas les arrangements entre celui-ci et le roi, notamment quand il est question des gueux de la cour des Miracles.

## Ritournelle
Jean Ollivier place quasiment dans chaque épisode, cette ritournelle enfantine au lien évident avec le héros de la série :

« Il court, il court, le furet... Il est passé par ici... Il repassera par là... »

## Personnages historiques

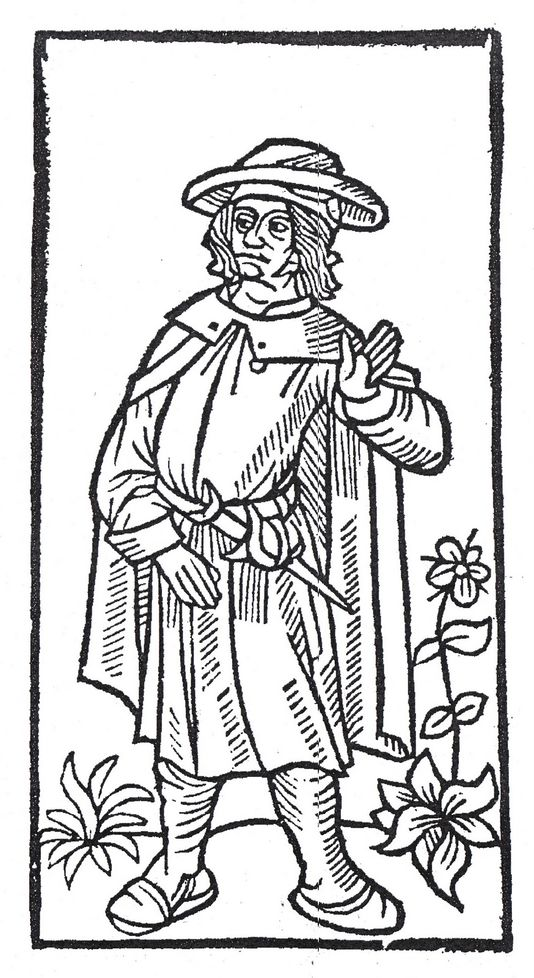
François Villon est libéré de prison par Le Furet dans un des épisodes de la série.

Au cours de ses missions, le Furet rencontre des personnages historiques, le plus souvent des puissants : 
- le roi Charles VII de France,
- le duc de Bourgogne Philippe le Bon,
- Charles le Téméraire,
- Charles de France, le frère du roi Louis XI (qu'il croise deux fois),
- Cosme de Médicis,
- le duc de Milan Francesco Sforza,
- le doge de Venise Francesco Foscari,
- François Villon
- le roi Henri VI d'Angleterre,
- Édouard d'York,
- le marquis Louis III de Mantoue, surnommé le Turc dans la série,
- l'évêque d'Orléans Thibault d’Aussigny,
- Louis[N 6] d'Halluin, conseiller de Louis XI.

## Liste des épisodes
- Le Furet (un dessin, reprise), catégorie "Histoire et légendes", rubrique Bulletin de vote, n°317, 1975.
- Le Furet (un dessin, reprise), catégorie "Histoire et légendes", rubrique Bulletin de vote, n°318, 1975.
- Dessin collectif (deux dessins, reprise), annonce du passage à la couleur, n°343, 1975.

| Pif gadget 319                         | La Cour des miracles         | 12 planches          | 07/04/1975           |                      |                      |                      |
| PG 320                                 | sans titre                   | 12 planches          | 14/04/1975           |                      |                      |                      |
| PG 327                                 | sans titre                   | 12 planches          | 02/06/1975           |                      |                      |                      |
| PG 334                                 | sans titre                   | 12 planches          | 21/07/1975           |                      |                      |                      |
| PG 338                                 | sans titre                   | 12 planches          | 18/08/1975           |                      |                      |                      |
| PG 343                                 | sans titre                   | 12 planches          | 22/09/1975           |                      |                      |                      |
| Pif gadget 345                         | Passage à la couleur         | Passage à la couleur | Passage à la couleur | Passage à la couleur | Passage à la couleur | Passage à la couleur |
| PG 350                                 | Le Voleur de couronne        | 12 planches          | 10/11/1975           |                      |                      |                      |
| PG 356                                 | Pour sauver le roi des Gueux | 12 planches          | 22/12/1975           |                      |                      |                      |
| PG 362                                 | sans titre                   | 12 planches          | 02/02/1976           |                      |                      |                      |
| PG 364                                 | Le Turc et la bombarde       | 12 planches          | 16/02/1976           |                      |                      |                      |
| PG 377                                 | sans titre                   | 12 planches          | 17/05/1976           |                      |                      |                      |
| PG 386                                 | Les Loups-garous             | 12 planches          | 19/07/1976           |                      |                      |                      |
| PG spécial le ballon hurleur (389 bis) | sans titre                   | 12 planches          | 23/08/1976           |                      |                      |                      |

Reprise :
- La Cour des miracles, Pif gadget spécial 500, 1978.

- Jean Ollivier et Eduardo Coelho réalisent en 1976 un récit de 24 planches sur le règne de Louis XI, titré L'Universelle Aragne, pour la collection Histoire de France en bande dessinée aux éditions Larousse. On y retrouve l'atmosphère de la série Le Furet, et aussi des personnages historiques croisés dans celle-ci : les rois de France Charles VII et bien sûr Louis XI, les ducs de Bourgogne Philippe le Bon et Charles le Téméraire, Charles de France frère du roi, Édouard IV d'Angleterre et Olivier Le Daim.

## Incohérences temporelles
L'ensemble de la série est cohérente avec l'époque de l'action, la fin du XVe siècle, notamment au niveau des costumes et de l'armement, spécialité d'Eduardo Coelho. Malgré cela quelques erreurs de temporalité se sont glissées dans le récit. Jean Ollivier parle par exemple du pont Neuf à Paris, alors qu'il n'est construit qu'à la fin du XVIe siècle. De même, dans le récit Le Voleur de couronne, Le roi Louis XI veut aider le jeune Édouard d'York à devenir le nouveau roi d'Angleterre, or Louis n'est pas encore lui-même roi de France au moment de ces événements. Enfin, Furet ne peut pas rencontrer Francesco Foscari à Venise après 1460, celui-ci étant décédé depuis 1457.